# Leandro Velázquez
Leandro Sebastián Velázquez (Buenos Aires, 10 maggio 1989) è un calciatore argentino, centrocampista svincolato.

## Caratteristiche tecniche
È un centrocampista centrale che può giocare anche da esterno.

## Carriera

### Nazionale
Nel 2009 con la nazionale Under-20 argentina ha disputato il campionato sudamericano di categoria, scendendo in campo in 9 occasioni e segnando una rete (nel 2-2 contro la Colombia).

## Palmarès
- Campionato argentino: 1

Vélez Sarsfield: 2009 (C)
- Copa Argentina: 1

Vélez Sarsfield: 2013
- Malaysia Super League: 5

Johor Darul Ta'zim: 2019, 2020, 2021, 2022, 2023
- Coppa della Malaysia: 3

Johor Darul Ta'zim: 2019, 2022, 2023